# Alexandre Fontanes
Henri Alexandre Frigot, dit Alexandre Fontanes, né à Cherbourg le 23 août 1861 et mort à Neuilly-sur-Seine le 17 mai 1935, est un acteur, auteur dramatique et écrivain français.
Il est, avec Georges Judic, directeur du théâtre du Châtelet entre 1901 et 1903.

## Biographie
Fontanes est connu pour avoir tenu en 1900 le rôle du grand duc dans Michel Strogoff puis l'année suivante celui de Phileas Fogg dans Le Tour du monde en quatre-vingts jours.
Plusieurs de ses œuvres ont été adaptées au cinéma : Les Deux Pigeons (1922), Plein aux as (1933), Bibi-la-Purée (1926 et 1935).
Jules Verne travaille pendant plusieurs années avec Adolphe d'Ennery à l'adaptation au théâtre du roman Les Tribulations d'un Chinois en Chine. Les deux hommes finissent par se disputer et la collaboration cesse. En 1899, après la mort de D'Ennery, Pierre Decourcelle, neveu de ce dernier et Ernest Blum, sont envisagés pour reprendre avec Jules Verne le projet mais il ne verra jamais le jour. Jules Verne envisage de transposer l'action en Perse et la pièce prend alors le nom de Likao. Finalement, c'est Jules Mary qui est choisi pour collaborateur et un traité est signé avec le directeur du Théâtre du Châtelet Émile Rochard pour les représentations. Mais Rochard est remplacé par Alexandre Fontanes à la direction du Théâtre. Celui-ci fait monter Les Cinq Sous de Lavarède de Paul d'Ivoi qui se déroule au Japon et en Chine. A Likao, Fontanes préfère aussi faire monter L'Archipel en feu de Charles Samson et Georges Maurens. Les différentes étapes manuscrites de l'adaptation des Tribulations n'ont jamais été retrouvées et aucun des deux projets ne verra le jour.

## Œuvres

### Romans
- 1897 : Nina-la-Blonde
- 1901 : Rivarez et Loupy
- 1902 : La Fille du garde-chasse
- 1902 : Le Porteur aux halles
- 1923 : Bouboule
- 1926 : Bibi-la-Purée
- 1927 : Le P'tit Marmiton

### Théâtre
- 1901 : La Fille du garde-chasse, drame en 5 actes, avec Louis Decori, théâtre de l'Ambigu, 14 août
- 1901 : Bichette, vaudeville en 3 actes, avec Adrien Vély, théâtre du Palais-Royal, 19 septembre
- 1901 : Rivarez et Loupy, vaudeville en trois actes, théâtre Déjazet
- 1902 : Amant de cœur, drame en 5 actes, avec Louis Decori, théâtre de l'Ambigu-Comique, 29 octobre
- 1911 : Le Père La Frousse, vaudeville en 3 actes, théâtre Cluny, 19 janvier
- 1926 : La Foire aux fiancés, grand spectacle en trois actes et vingt-six tableaux, avec André Mouëzy-Éon, théâtre du Châtelet, 7 décembre